# Tèl·lies d'Elis
Tèl·lies (grec antic: Τελλίας, llatí: Tellias) va ser un militar i endeví grec nascut a Elis cap als segles VI-V aC.
Va ser un dels comandants dels focis en la guerra desesperada contra els tessalis uns anys abans de la invasió de Grècia per Xerxes I de Pèrsia. La inventiva d'aquest soldat-endeví, unida a l'angoixosa situació dels focis refugiats al mont Parnàs l'explica Heròdot: Tèl·lies, després de consultar els déus, va emblanquinar amb guix a 600 focis, els més valents de l'exèrcit i va donar a cadascú les seves armes. L'endeví els va ordenar que, durant la nit (amb lluna plena segons Pausànias i Poliè), matessin qualsevol persona que no estigués blanquejada. Els sentinelles dels tessalis es van sorprendre quan els van veure, pensant que eren fantasmes o aparicions, i van fugir terroritzats. En la fugida van espantar l'exèrcit tessali que va marxar sense ordre del campament, cosa que va permetre als focis matar-ne molts i apoderar-se de les seves armes i bagatges, la meitat de les quals van ser consagrades a Delfos.
Pausànias diu que per aquests fets els focis van enviar com a ofrenes a Delfos les estàtues d'Apol·lo i de l'endeví Tèl·lies, fetes per Aristomedont d'Argos. A Tèl·lies se'l considera el fundador de la dinastia dels Tel·líades, relacionada amb la dels iàmides i la dels clitíades, famoses famílies d'endevins de l'antiguitat.